# Nửa đêm ở Paris
Nửa đêm ở Paris (Midnight in Paris) là một bộ phim hài tưởng tượng lãng mạn sản xuất năm 2011 do Woody Allen viết kịch bản và đạo diễn. Lấy bối cảnh ở Paris, bộ phim kể về Gil Pender, một nhà biên kịch bị buộc phải đương đầu với những rạn nứt trong mối quan hệ của anh với vị hôn thê sống nặng về vật chất, và những mục tiêu khác biệt của họ ngày càng bị thổi phồng lên sau mỗi lần anh du hành về quá khứ mỗi đêm vào lúc nửa đêm. Bộ phim đã khai thác đề tài về sự hoài niệm và chủ nghĩa hiện đại.
Được sản xuất bởi nhóm truyền thông đa phương tiện của Tây Ban Nha Mediapro và xưởng phim Gravier Productions của Allen, bộ phim có sự tham gia của các ngôi sao Owen Wilson, Rachel McAdams, Marion Cotillard, Kathy Bates, Léa Seydoux, Carla Bruni, Adrien Brody và Michael Sheen. Nó đã được ra mắt tại Liên hoan him Cannes 2011 và được phát hành ở Bắc Mỹ tháng 5 năm 2011. Bộ phim nhận được nhiều phản hồi tích cực trong giới phê bình phim và được khen ngợi là một trong những bộ phim hay nhất của Allen trong những năm gần đây. Năm 2012, phim nhận được cả giải Oscar cho kịch bản gốc xuất sắc nhất và giải Quả cầu vàng cho kịch bản xuất sắc nhất; ngoài ra bộ phim cũng được đề cử cho ba hạng mục của giải quả Oscar: bộ phim xuất sắc nhất, đạo diễn xuất sắc nhất và chỉ đạo nghệ thuật xuất sắc nhất. Bộ phim được trình chiếu trên Kênh 3 của đài truyền hình Tây Ban Nha (có phụ đề) và nhận được giải Goya của Tây Ban Nha, tương đương với giải Oscar của Mỹ.

## Nội dung
Gil Pender, một nhà viết kịch bản Hollywood thành đạt nhưng không mãn nguyện với sự sáng tạo, và vị hôn thê của mình, Inez, đến Paris du lịch cùng với bố mẹ giàu có nhưng bảo thủ của Inez. Gil đang phải vật lộn để hoàn thành cuốn tiểu thuyết đầu tay của mình, nói về một người đàn ông làm việc trong một cửa hàng hoài cổ, nhưng Inez đã xua đi ước nguyện của anh, coi nó như một sự mơ mộng hão huyền và động viên Gil tập trung vào việc viết kịch bản sinh nhiều lợi nhuận hơn. Trong khi Gil cân nhắc việc ở lại Paris, Inez lại muốn chuyển đến sống ở Malibu. Tình cờ, Paul, một người bạn của Inez xen vào giữa hai người. Paul là một nhà trí thức rởm ăn nói như một chuyên gia tầm cỡ nhưng không có độ chính xác cao về lịch sử và nghệ thuật của Paris. Điều đó được thể hiện ra rõ nhất khi anh ta ba hoa diễn thuyết về ý nghĩa đích thực của một tác phẩm của Picasso mà Gil đã được chiêm ngưỡng đêm hôm trước. Inez rất hâm mộ Paul nhưng Gil nhận thấy mình không thể chịu đựng được anh ta.
Một đêm, Gil uống say và đi lạc ở Paris. Vào lúc nửa đêm, một chiếc xe hơi Peugeot kiểu 176 của những năm 1920 đỗ lại bên cạnh anh và những vị khách ăn vận quần áo của những năm 1920 mời anh lên xe. Họ đến một bữa tiệc của Jean Cocteau. Ở đó Gil nhận ra rằng mình đã được đưa ngược trở lại những năm 20, thời kì anh tôn sùng. Anh gặp gỡ với Alice B. Toklas, Cole Porter, Josephine Baker, Zelda và F. Scott Fitzgerald; đôi vợ chồng nhà Fitzgerald đã dẫn anh đến gặp Ernest Hemingway. Hemingway đồng ý giới thiệu cuốn tiểu thuyết của Gil với Gertrude Stein và Gil chạy đi lấy bản thảo anh để ở khách sạn. Tuy nhiên, ngay khi anh rời đi, anh nhận ra rằng mình đã trở lại năm 2010 và quán bar đã biến mất.
Gil thử đưa Inez về quá khứ với anh vào đêm hôm sau nhưng trong lúc họ đang đợi thì cô trở nên thiếu kiên nhẫn và giận dỗi bỏ về khách sạn. Ngay sau khi cô bỏ đi, đồng hồ điểm nửa đêm và chiếc xe hơi đêm trước tới, lần này thì có Hemingway ngồi trong. Ông đưa Gil đến gặp Stein, bà đồng ý đọc tiểu thuyết của Gil và giới thiệu anh với Pablo Picasso và người tình Adriana, người phụ nữ này ngay lập tức hút hồn Gil. Stein đọc to câu đầu của cuốn tiểu thuyết:
| “ | 'Dấu ấn quá khứ' là tên của cửa hàng chỉ chuyên bán những đồ kỷ niệm: những thứ tầm thường và thậm chí ít giá trị với một thời đại đã được biến đổi bởi quá trình đơn giản của năm tháng trong một trạng thái vừa huyền diệu vừa kỳ lạ. | ” |
Adriana nói rằng cô đã mê những dòng đó và quá khứ luôn luôn có ảnh hướng với cô, đặc biệt là giai đoạn những năm 1890. Gil dành ra mỗi đêm tiếp theo để về quá khứ. Những chuyến đi lang thang lúc đêm khuya của anh làm Inez khó chịu và khiến cha cô nghi ngờ, ông ta thuê một thám tử tư để bám theo Gil. Trong khi đó, Gil ngày càng dành nhiều thời gian bên Adriana, còn cô thì rời bỏ Picasso để đi săn với Hemingway. Gil nhận ra anh đã yêu cô, điều đó khiến bản thân anh mâu thuẫn. Gil kể cho Salvador Dalí, Man Ray, và Luis Buñuel nghe về tình thế khó khăn của anh nhưng là những người theo chủ nghĩa siêu thực, họ chẳng thấy gì lạ trong vấn đề của anh và thấy nó hoàn toàn tự nhiên. Họ thảo luận về mối quan hệ không thể xảy ra giữa Gil và Adriana, mỗi người nghệ sĩ được truyền cảm hứng và dự tính cho một tuyệt tác khác nhau về mối tình lãng mạn khác thường này. Đêm sau đó Gil đề xuất với Luis Buñuel trẻ tuổi về một cảnh phim mà chính nó không gì khác là một cảnh trong bộ phim năm 1962 của Buñuel The Exterminating Angel rồi bỏ đi trong khi Buñuel tiếp tục suy nghĩ về ý tưởng đó.
Trong lúc đi cùng Inez sắm nội thất, Gil đã gặp Gabrielle, một cô gái bán đồ cổ và một người hâm mộ thế hệ đã mất. Sau đó Gil tìm được nhật ký của Andriana viết từ những năm 1920 trong một cửa hàng sách và khám phá ra rằng cô đã yêu anh. Đọc được rằng cô đã mơ nhận được món quà là một đôi khuyên tai từ anh và sau đó phải lòng anh, Gil định đánh cắp đôi khuyên tai của Inez để tặng Adriana nhưng không thành do Inez trở về sớm hơn dự kiến sau một chuyến đi chơi.
Gil sau đó đi mua một đôi khuyên tai khác cho Adriana, trở về quá khứ và thổ lộ tình yêu của mình với cô ấy. Họ lang thanh trên đường phố, và sau khi họ hôn nhau, một chiếc xe ngựa với những người ăn mặc theo kiểu quý tộc xuất hiện và mời họ lên xe. Chiếc xe đưa họ quay trở về thời kỳ Belle Epoque của những năm 1890, thời đại mà Adriana cho là thời hoàng kim của Paris. Họ được đưa đến Maxim's Paris, và sau đó đến Moulin Rouge nơi họ gặp Henri de Toulouse-Lautrec, Paul Gauguin và Edgar Degas. Khi Gil hỏi những người này rằng theo họ thì thời đại nào là tốt nhất, cả ba người thống nhất rằng thời đại tuyệt vời nhất chính là thời Phục Hưng. Adriana, đang say mê chiêm ngưỡng thời kì mà cô cho là hoàng kim, được đề nghị làm thiết kế trang phục ba-lê, cô mong muốn Gil ở lại cùng với mình. Tuy nhiên Gil, sau khi chứng kiến rất nhiều người bộc bạch quan niệm về những "thời đại hoàng kim" khác nhau, chợt nhận ra rằng, tốt nhất là nên chấp nhận cuộc sống hiện tại. Adriana lựa chọn ở lại những năm 1890, và họ chia tay nhau.
Sau khi viết lại hai chương đầu của cuốn tiểu thuyết, GIl đến gặp Stein, bà đánh giá cao quá trình lao động của Gil và tiết lộ rằng Hemingway cũng rất thích tác phẩm của anh, nhưng ông thắc mắc rằng tại sao nhân vật chính (tức là Gil) lại không nhận ra được rằng vị hôn phu của anh ta (dựa theo nguyên mẫu Inez) đang có mối quan hệ mờ ám với tên trí thức giả (dựa theo nguyên mẫu Paul). Gil trở về hiện tại và chất vấn Inez. Cô thừa nhận đã ngủ với Paul, nhưng không công nhận việc này là một mối quan hệ nghiêm túc. Gil quyết định sẽ chuyển đến sống ở Paris. Bố mẹ của Inez đồng ý với Gil khi anh nói rằng họ không thuộc về nhau. Bất chấp Inez đang nổi điên, Gil lặng lẽ bỏ đi, và sau đó bố của Inez thừa nhận rằng ông đã thuê thám tử theo dõi Gil, nhưng không biết thám tử đã biến mất đi đâu (thực ra tay thám tử đã bị chuyển về thế kỉ 18). Gil đi bộ bên bờ sông Seine vào nửa đêm và gặp Gabrielle khi trời bắt đầu mưa, anh ngỏ ý muốn đưa cô về nhà và biết được rằng Gabrielle cũng có chung sở thích đi bộ dưới mưa vì theo cô Paris đẹp nhất là khi trời mưa.

## Phân vai
Bảng phân vai bao gồm (theo thứ tự trong danh sách giới thiệu phim):
—Woody Allen, ghi chú về bộ phim
- Owen Wilson vai Gil Pender
- Rachel McAdams vai Inez
- Kurt Fuller vai John, cha của Inez
- Mimi Kennedy vai Helen, mẹ của Inez
- Michael Sheen vai Paul Bates
- Nina Arianda vai Carol Bates
- Carla Bruni vai hướng dẫn viên bảo tàng
- Yves Heck vai Cole Porter
- Alison Pill vai Zelda Fitzgerald
- Tom Hiddleston vai F. Scott Fitzgerald
- Corey Stoll vai Ernest Hemingway
- Sonia Rolland vai Josephine Baker
- Daniel Lundh vai Juan Belmonte
- Thérèse Bourou-Rubinsztein vai Alice B. Toklas
- Kathy Bates vai Gertrude Stein
- Marcial Di Fonzo Bo vai Pablo Picasso
- Marion Cotillard vai Adriana
- Léa Seydoux vai Gabrielle
- Emmanuelle Uzan vai Djuna Barnes
- Adrien Brody vai Salvador Dalí
- Tom Cordier vai Man Ray
- Adrien de Van vai Luis Buñuel
- Serge Bagdassarian vai thám tử Duluc
- Gad Elmaleh vai thám tử Tisserant
- David Lowe vai T. S. Eliot
- Yves-Antoine Spoto vai Henri Matisse
- Laurent Claret vai Leo Stein
- Vincent Menjou Cortes vai Henri de Toulouse-Lautrec
- Olivier Rabourdin vai Paul Gauguin
- François Rostain vai Edgar Degas
- Karine Vanasse vai người phụ nữ Belle Époque
- Michel Vuillermoz vai ông vua ở Versailles